# 炊き込みご飯

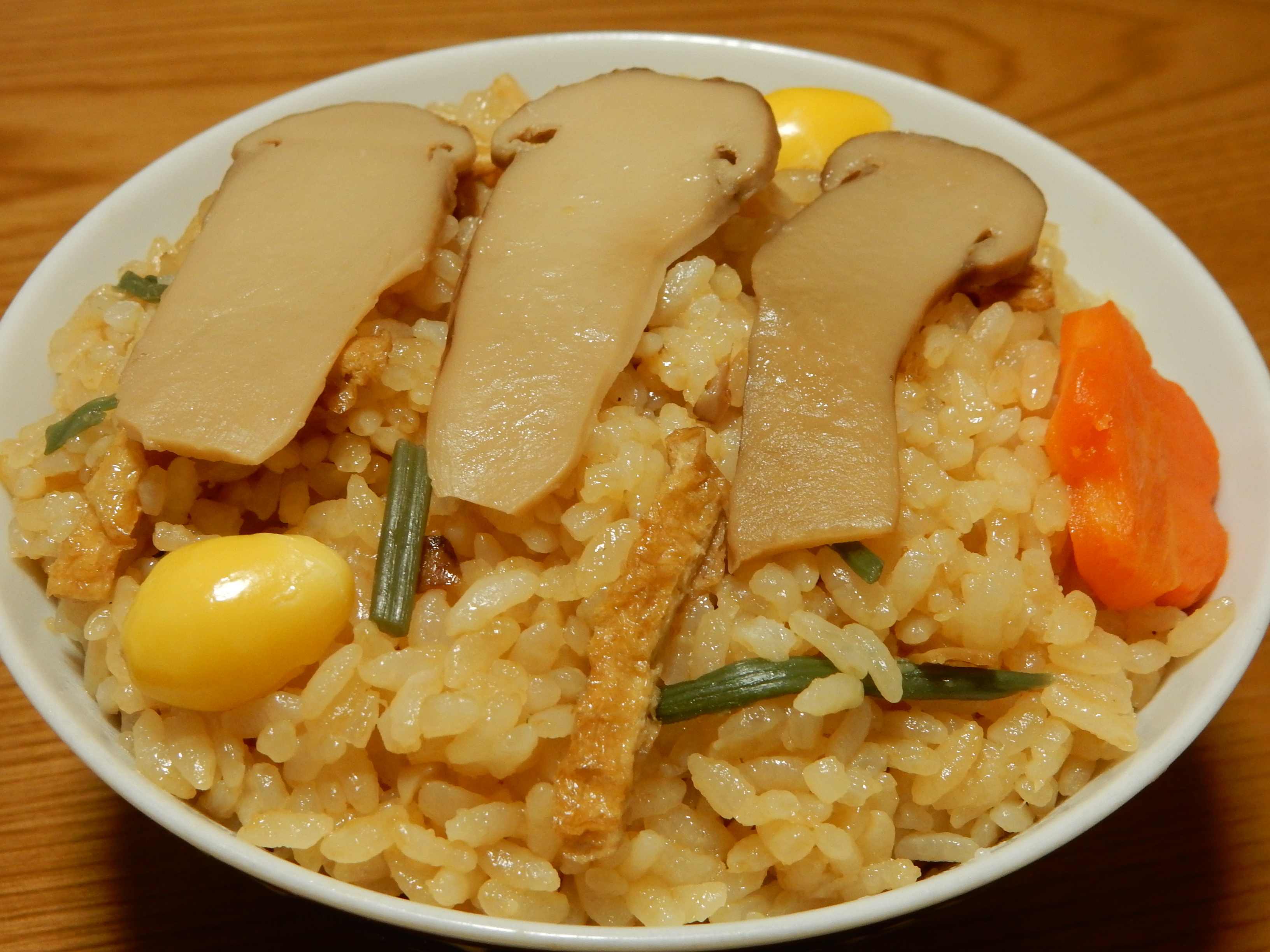
松茸ご飯

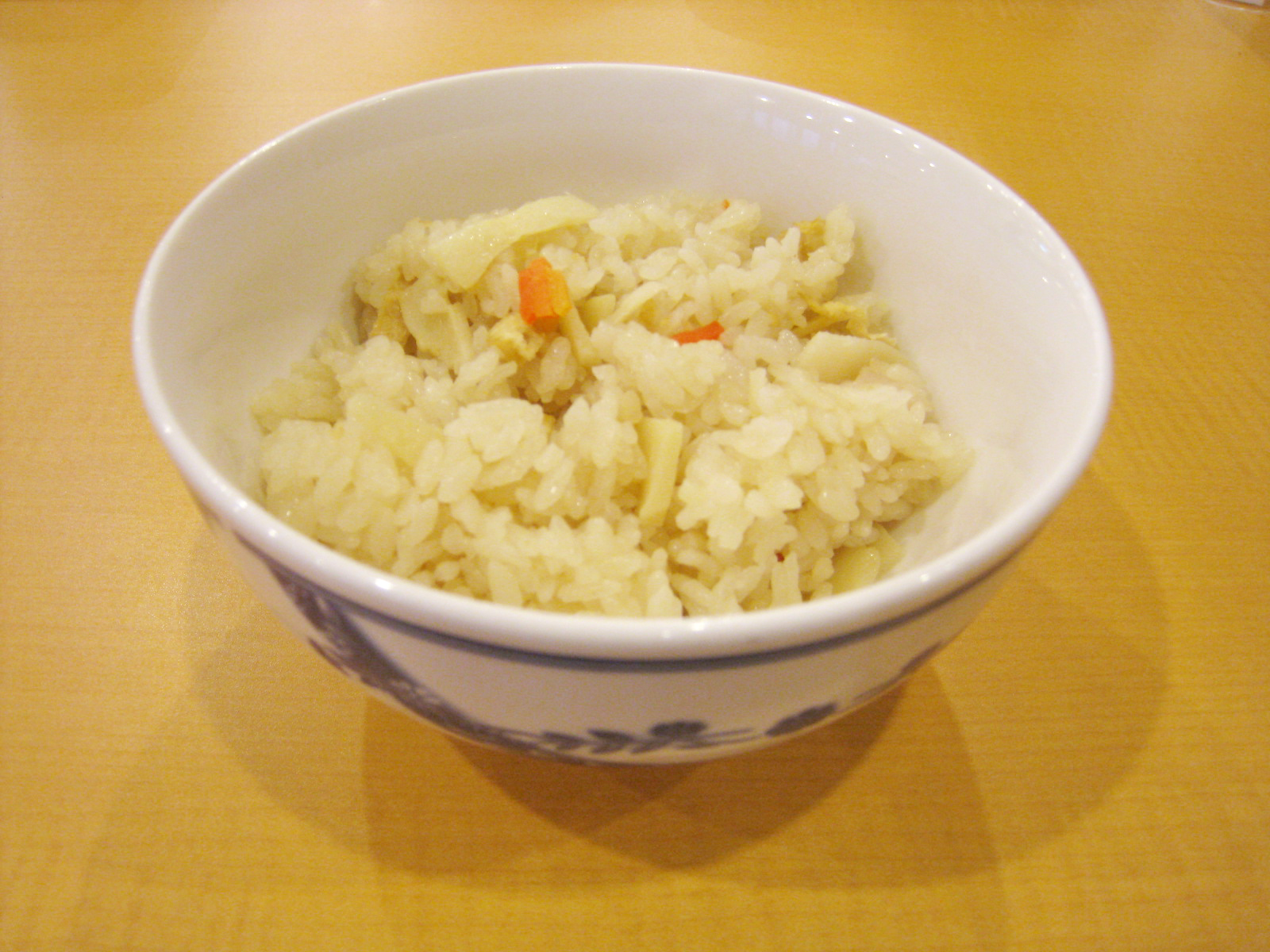
炊き込みご飯の一種、たけのこご飯

炊き込みご飯（たきこみごはん）は、米料理の1つ。
ご飯を炊く際に、具を米と一緒に炊き込んで作る飯である。通常は炊飯時に塩、醤油、酒、出汁等で調味する。収穫の秋に、季節の食材を使って作ることが多い。米と一緒に炊き込むことで、材料の味をすべてご飯に吸収させることができるという利点がある。一度にご飯とおかずが食べられ、冷めても美味なため、駅弁に使われることも多い。電気炊飯器でも作れるが、白ご飯に比べて傷みやすいので、保存する場合は別容器に移す必要がある。
各種炊き込みご飯の素が市販されている。

## 五目飯
何種類かの具を入れ調味料で味つけしたご飯を五目ご飯といい、炊き込みご飯の代表格である。5種類の材料（例えば、米、ニンジン、ゴボウ、シイタケ、油揚げなど）を合わせ、炊き込んだことから五目ご飯の名がついたとされ、混ぜご飯・色ご飯・味ご飯とも言い、関西地方で作られる加薬ご飯（かやくご飯）をさすこともある。

## 混ぜご飯との違い
混ぜご飯は、ご飯が炊き上がった段階で味付けした食材を混ぜ込む。複数の食材を用いる炊き込みご飯の場合には、一部の具材のみを後から混ぜるという手法もある。
かまどでご飯を炊いていた時代は、炊き込みご飯が焦げ付きやすいものだったのに対し、白飯に食材を混ぜ込む混ぜご飯は失敗の少ない調理法であった。
炊き込みご飯の場合と同様に、混ぜご飯の素も市販されている。

## 主な炊き込みご飯
- あさりご飯
- いもご飯
- かきめし
- 釜めし
- きのこご飯
- くりご飯
- 山菜ご飯
- さんまご飯
- しらすご飯
- 鯛めし
- たけのこご飯
- たこめし
- とりごぼうめし
- 菜めし
- はまぐりご飯
- ひじきご飯
- ほたてご飯
- 豆ご飯

郷土料理
- あめのいおご飯（滋賀県の郷土料理）
- いがい飯（鳥取県の郷土料理）
- いりこ飯（香川県の郷土料理）
- 梅ごはん（神奈川県の郷土料理）
- かしわめし（福岡県の郷土料理）
- 金魚めし（岐阜県の郷土料理）
- さよりめし（岐阜県の郷土料理）
- しょうが飯（和歌山県の郷土料理）
- どんどろけ飯（鳥取県の郷土料理）
- はらこ飯（宮城県の郷土料理）
- 蒜山おこわ（岡山県の郷土料理）
- 深川めし（江戸下町の郷土料理）

世界三大炊き込みご飯
- 松茸ごはん
- パエリア
- ビリヤニ

その他
- ジャンバラヤ - パエリアに起源を持つ野菜と肉を炊き込んだアメリカ料理
- チェブジェン - 落花生油で煮た魚と野菜を炊き込んだセネガル料理
- ディリアクプワ - 米に豆を加え味付けして炊いたハイチ料理
- ピラフ - 炒めた米と具に出汁や香辛料を加えて炊いた料理
- リゾット - バターで炒めブイヨンで煮込んだイタリア料理